# Stadiometru

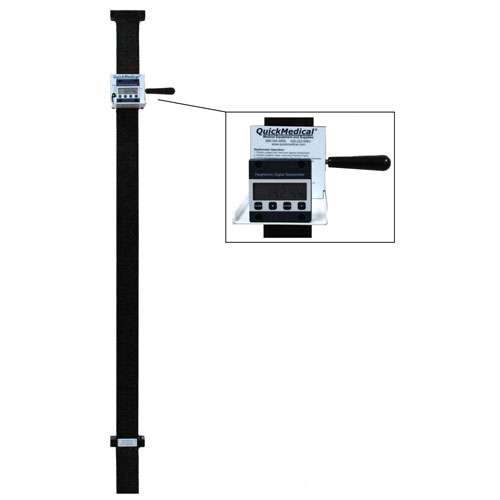
Digital stadiometer with close up insert of the device's headpiece.

Un stadiometru este un echipament medical utilizat pentru măsurarea înălțimii umane. Acesta este de obicei construit dintr-o riglă și o căciulă orizontală glisantă, care este ajustată pentru a se sprijini pe partea superioară a capului. Stadiometrele sunt utilizate în examinările medicale de rutină și, de asemenea, în testele clinice și experimente.